# Bernhard Postma
Bernhard Sybren (Ben) Postma (Leeuwarden, 23 december 1912 – Alkmaar, 8 september 1999) was een Nederlands politicus en solidaristisch ideoloog.

## In de Boerenpartij
Postma was in de jaren zestig actief binnen de Boerenpartij, waar hij schreef voor de Vrije Boer, het weekblad van deze politieke partij. Vanwege conflicten in de partij stapte hij over naar de in 1971 opgerichte Nederlandse Volks-Unie.

## In de Nederlandse Volks-Unie
Postma was mede-oprichter van de Nederlandse Volks-Unie (NVU). Hij was van maart 1973 tot oktober 1974 voorzitter van de partij. Postma was binnen de partij een invloedrijke ideoloog en schreef een uitgebreide toelichting bij het partijprogram van 1971.
Tevens schreef hij meerdere artikelen in het Heel-Nederlands tijdschrift Europapost en Vrij Dietsland van de Dietse Solidaristische Beweging. Postma vat de solidaristische samenleving als volgend samen:
De natuurlijke samenleving is het ideaal dat de solidaristen nastreven. Die samenleving is dynamisch als de natuur zelf, omdat zij voortkomt uit de natuur en door de wetten van de natuurlijke wetmatigheid geordend wordt.
Na hevige ruzies over de verkiezingsdeelname van Joop Glimmerveen te Den Haag in 1974 trad hij af als voorzitter en verliet de partij eind jaren zeventig.